# Campbell (Floride)
Pour les articles homonymes, voir Campbell.
Campbell est une census-designated place située dans le comté d’Osceola, dans l’État de Floride, aux États-Unis. Sa population s’élevait à 2 479 habitants lors du recensement de 2010.

## Démographie
| 1980  | 1990  | 2000  | 2010  | - | - |
| ----- | ----- | ----- | ----- | - | - |
| 2 941 | 3 884 | 2 677 | 2 479 | - | - |